# Ant-Man
Ant-Man è un personaggio dei fumetti statunitensi pubblicati da Marvel Comics. Creato da Stan Lee, Larry Lieber e Jack Kirby, il supereroe membro fondatore dei Vendicatori esordì nel 1962.

## Storia editoriale
Il personaggio esordisce sul n. 27 della testata Tales to Astonish (vol. 1), una collana antologica pubblicata dal 1959 al 1968 e che presentava storie a fumetti di fantascienza per poi passare al genere supereroistico; successivamente continua sulla stessa testata dal n. 35 al n. 48 e, dal n. 49 diventa Giant-Man e le sue avventure continuano fino al n. 69. Sul n. 35 del settembre 1962, albo scritto da Stan Lee e Larry Lieber e disegnato da Jack Kirby, venne pubblicato il sequel di una precedente storia incentrata su Henry Pym e realizzata dagli stessi autori intitolata the Man in the Ant Hill (Tales to Astonish Volume 1 n. 27 del gennaio 1962). Il personaggio ottiene subito delle reazioni positive dal pubblico, tanto che la Marvel Comics decide di dedicare la testata al personaggio che negli anni continua quindi a proporre le avventure di Ant-Man. A seguito del calo di vendite, Stan Lee decide di affiancare al personaggio una coprotagonista, Wasp, che debutta nel 1963 con il nome di Janet van Dyne, sulle pagine di Tales to Astonish (vol. 1) n. 44. Questo però non basta e Lee allora modifica Ant-Man, rendendolo Giant-Man. Tutto questo non basta comunque e, nel 1969, i due personaggi, dopo trentasei numeri, vengono rimossi da Tales to Astonish e sostituiti da Namor e Hulk. Le avventure dei due vengono poi spostate su The Avengers (vol. 1).
La Marvel tuttavia crede ancora nel potenziale del personaggio e decide allora di riproporlo con una storia pubblicata in appendice a Iron Man (vol. 1) n. 44, scritta da Roy Thomas e disegnata da Ross Andru. Il duo colpisce i lettori e la Marvel decide di pubblicare le avventure di Henry Pym su Marvel Feature, testata bimestrale americana, a partire dal numero 4, con ai testi Mike Friedrich e Roy Thomas e ai disegni Herb Trimpe. Le vendite tuttavia crollano e la casa editrice è costretta ad eliminare i suoi progetti sul personaggio. Hank Pym ritorna dunque su The Avengers.
Nel 1979, la Marvel tenta ancora una volta di rilanciare il personaggio ingaggiando lo scrittore David Micheline che sostituisce Henry Pym con un altro personaggio, Scott Lang, precedentemente apparso su The Avengers (vol. 1) n. 181. Insieme a John Byrne e Bob Layton, David Micheline pubblica la sua storia su Marvel Premiere (vol. 1) numeri 47 e 48, che per l'occasione prendono il sottotitolo di the Astonishing Ant-Man. Le due uscite ottengono uno scarso successo e naufraga il progetto di dedicare al personaggio una testata propria. Le avventure comunque proseguono su The Avengers, mentre Lang diventa la guest star delle collane Iron Man, Marvel Comics Presents, Marvel Two-in-One, Marvel Team-Up e The Amazing Spider-Man Annual.
Verso gli inizi del 2000, la Marvel Comics pubblica l'one-shot Ant-Man's Big Christmas, incentrato su Henry Pym. Nel 2005, la Marvel conferma la realizzazione di una serie a fumetti targata MAX! dedicata al primo Ant-Man, Henry Pym e curata da Daniel Way e Clayton Crain, rispettivamente scrittore e disegnatore. A causa di alcune complicazioni, però, la casa editrice viene costretta ad eliminare il progetto prima della sua pubblicazione. Nel 2005 Robert Kirkman e Phil Hester producono the Irredeembale Ant-Man, collana durata dodici numeri con protagonista un terzo uomo formica, Eric O'Grady, terminata l'anno seguente.
Nel 2011, Henry Pym ed Eric O'Grady diventano i protagonisti della miniserie composta da tre numeri Ant-Man & Wasp, scritta e disegnata da Tim Seeley. Nel 2015 viene distribuita nei cinema la pellicola Avengers: Age of Ultron e per l'occasione, la Marvel pubblica la graphic novel Rage of Ultron con protagonista Giant-Man, scritta da Rick Remender. Le storie del personaggio vengono poi spostate su Uncanny Avengers dal n. 9 al n. 12, con un preludio mostrato nel n. 4. In vista dell'uscita del film Ant-Man, la Marvel decide di pubblicare diversi adattamenti cinematografici intitolati Marvel's Ant-Man Prelude e Ant-Man: Larger than Life, incentrati su Hank Pym, oltre a un digital comic con protagonista Scott Lang. Viene poi lanciata una collana regolare sul secondo uomo formica, intitolata Ant-Man, scritta da Nick Spencer e disegnata da Ramon Rosanas, durata cinque numeri e un annual. Nello stesso anno viene pubblicato l'one-shot Ant-Man: Last Days, che fa da preludio alla nuova testata the Astonishing Ant-Man, terminata nel 2016 dopo tredici numeri. Le versioni cinematografiche di Ant-Man e Wasp vengono in seguito introdotte anche su Avengers: Secret Wars. Inoltre, nei fumetti originali viene introdotta la nuova Wasp, Nadia Pym, che diventa la protagonista della collana the Unstoppable Wasp, pubblicata verso fine 2016.

### Edizione italiana
La Panini Comics ristampa diverse storie sul personaggio nei volumi Io Sono Ant-Man e Marvel Masterworks - Ant-Man e Giant-Man.
- Henry Pym: nel 2012 la Panini Comics pubblica l'albo Ant-Man: Season One, graphic novel che mostra le origini rivisitate di Hank Pym come Ant-Man da Tom De Falco. Nel 2013, la testata Marvel Miniserie, per sei numeri, prende il sottotitolo Age of Ultron, un evento Marvel che vede come fulcro delle trame lo stesso Pym. Nel 2015 il personaggio diventa il protagonista del fumetto Ant-Man Preludio, ambientato nell'universo cinematografico Marvel. Nello stesso anno, la Panini Comics ristampa una serie di fumetti dedicati al supereroe, come Io Sono Ant-Man, che racchiude le storie più significative, e Marvel Masterworks - Ant-Man, che ristampa le storie di Hank Pym di Tales to Astonish pubblicate dall'Editoriale Corno dal febbraio 1971 sulle pagine de "L'Uomo Ragno"  prima serie. Sempre nel 2015, viene anche pubblicata la graphic novel Rage of Ultron, con protagonista il primo Ant-Man. Nel 2016, la Panini Comics ristampa le vecchie storie di Ant-Man nei Vendicatori nell'omnibus Avengers - Il processo di Henry Pym;
- Scott Lang: Nel 2015, la Panini Comics ristampa le storie più significative del personaggio nel volume Io Sono Ant-Man e pubblica una storia in appendice nell'albo Ant-Man: Preludio con protagonista lo Scott Lang cinematografico. Nello stesso anno, la casa editrice pubblica anche la collana Marvel Heroes, che propone le avventure solitarie del personaggio, prendendo il sottotitolo Ant-Man. Dopo quattro numeri, la serie viene rilanciata con il sottotitolo Lo Stupefacente Ant-Man, iniziando una doppia numerazione;
- Eric O'Grady: Nel 2013 la Panini Comics pubblica due volumi 100% Marvel che mostrano le origini del personaggio, intitolati L'Incorreggibile Ant-Man. Nel 2015, con l'uscita del film dedicato all'eroe, la Panini Comics pubblica la ristampa Io Sono Ant-Man, includendo all'interno anche una lunga storia con protagonista O'Grady.

## Biografia del personaggio
Il personaggio è stato l'alter ego di diversi altri personaggi:
- Henry Pym: il dottor Henry "Hank" Pym è un biochimico che, dopo aver inventato un siero miniaturizzante in grado di ridurlo alle dimensioni di una formica e uno in grado di riportarlo alla grandezza normale, decide di utilizzare la sua scoperta a fin di bene[8]: dopo essersi realizzato anche un casco cibernetico capace di controllare gli insetti ed un costume composto di molecole instabili che si ingrandisce e si rimpicciolisce a volontà del possessore, Hank Pym diventa Ant-Man[9]. Dopo aver intrapreso diverse missioni solitarie, Hank incontra Janet van Dyne, e la rende la sua partner nella lotta contro il crimine, aiutandola a vendicarsi della morte del padre sconfiggendo l'assassino di Vernon Van Dyne, una creatura proveniente dal Cosmo[10]. Insieme fondano gli Avengers, diventandone dei membri significativi[5]. Hank Pym però, col tempo dimostra di avere forti problemi di insicurezza: cambiando il processo di funzionamento delle particelle Pym, Hank diventa Giant-Man[11] e successivamente Golia (identità con la quale crea la sua storica nemesi Ultron[12]). Inalando uno strano composto da lui realizzato, Hank inizia a soffrire di schizofrenia e decide di diventare il Calabrone, identità con la quale sposa Wasp[13]. Dopo le manipolazioni di Testa d'Uovo, Calabrone abbandona la sua identità da supereroe, poco dopo essere stato cacciato dai Vendicatori ed aver aggredito Wasp[14]. Dopo un breve periodo come dottore, Pym ritorna al fianco degli Avengers utilizzando diverse sue vecchie identità supereroiche. Dopo la morte apparente di Wasp, Hank Pym ne prende il nome guidando i Vendicatori[15]. Dopo essere riuscito a salvare la vita della sua ex-moglie, Pym abbandona temporaneamente i Vendicatori, intervenendo diverse volte come Giant-Man per aiutare il gruppo. Dopo una sua lotta con Ultron[16], Pym fonda gli Avengers A.I. per sconfiggere il virus chiamato Dimitrios[17]. Si unisce successivamente ai Vendicatori per sconfiggere un'altra volta Ultron, morendo durante la battaglia finale[18].
- Scott Lang: Il secondo Ant-Man è Scott Lang, un uomo che si trova costretto a rubare il costume originale di Henry Pym e le sue particelle Pym subito dopo essere uscito di prigione per salvare la vita di sua figlia, Cassie Lang, affetta da una malattia cardiaca rara che solo una dottoressa avrebbe potuto curare: dr. Erika Sondheim[19]. Il milionario Darren Cross però, soffrendo anche lui di gravi problemi salutari, rapisce la Sondheim per farsi curare. Scott decide allora di sconfiggere il proprietario della Cross Technological Enterprises e di salvare la dottoressa, che ha poi curato Cassie. Dopo aver incontrato il Calabrone, quest'ultimo gli regala l'armatura[20], facendogli da mentore in diverse occasioni[21]. Scott Lang, nel corso della sua vita da supereroe è entrato a far parte di svariati supergruppi come gli Eroi in Vendita, i Fantastici Quattro e i Vendicatori. Durante la sua membership con i Vendicatori, Scott viene ucciso da Scarlet Witch e sua figlia Cassie, per onorarlo, diventa la supereroina Stature, ritornando nel passato e salvando la vita del padre prima che venga ucciso. Nonostante ciò, il Dottor Destino uccide Cassie durante una battaglia contro gli Young Avengers. Lang, per vendicarsi, utilizza le risorse della Fondazione Futuro di Mr. Fantastic per batterlo, diventando uno dei pochi ad averlo fatto[22]. Diverso tempo dopo, Destino, divenuto buono a causa di un'inversione di personalità, fa ritornare in vita Cassie utilizzando i poteri di Wanda Maximoff. Dopo essersi trasferito a Miami, Scott fonda un'azienda chiamata Ant-Man Security Solutions, prestando servizio a chi ne ha bisogno[23]. Otto mesi dopo l'incursione finale tra Terra 616 e Terra 1610, Scott Lang è ritornato in prigione[24].
- Eric O'Grady: O'Grady è un agente dello S.H.I.E.L.D. svogliato e amico dei colleghi Chris McCarthy e Mitchell Carson. Quando Henry Pym (segretamente uno Skrull con le sue sembianze) collabora con lo S.H.I.E.L.D. per addestrare un terzo Ant-Man, Mitchell Carson è uno dei maggiori candidati al ruolo. Tuttavia l'armatura finisce nelle mani di Chris McCarthy, il quale, utilizzandola, viene ucciso. O'Grady la ruba dal corpo morto dell'amico, utilizzandola per i suoi scopi personali. Carson viene allora incaricato dallo S.H.I.E.L.D. di catturarlo e di diventare un Ant-Man per l'agenzia spionistica. I due superesseri si scontrano ed Eric riesce a sfigurare il volto di Carson, che inizia a provare un'ossessione morbosa per O'Grady. Dopo aver appreso l'identità segreta del terzo Ant-Man, Carson lo rapisce e lo tortura, arrivando quasi ad ucciderlo. Iron Man riesce però ad arrestare in tempo Mitchell ed O'Grady scarica la colpa dei suoi furti al suo vecchio amico, venendo così scagionato[25]. Unitosi ai Secret Avengers di Capitan America sotto il nome di Black Ant, O'Grady muore subito dopo aver salvato la vita ad un bambino. La sua coscienza si è rivelata tuttavia essere bloccata in un L.M.D. dotato di una sua vecchia armatura da Black Ant. Eric decide di unirsi agli Illuminati di Hood per ritornare al suo corpo in carne ed ossa, ma dopo essere stato trasformato in una bomba, O'Grady esplode, morendo per una seconda volta[26].

### Giant-Man
Giant-Man è un'identità supereroistica utilizzata da molti personaggi della Marvel, creata nel 1963 da Stan Lee e Jack Kirby e legata a Ant-Man.
- Hank Pym: il primo Ant-Man, dopo aver invertito il processo di funzionamento delle Particelle Pym, è diventato un Giant-Man. Col passare degli anni, Hank Pym ha adottato anche l'identità di Golia, con la quale ha creato l'intelligenza artificiale nota come Ultron, e quella del Calabrone. Si è sposato con Janet Van Dyne e dopo la morte di quest'ultima la onora diventando il nuovo Wasp. Ritorna poi a vestire i panni di Giant-Man diverso tempo dopo, liberando Janet dal Microverso. Aiuta poi in diverse occasioni Devil e l'avvocato Foggy Nelson e muore apparentemente in uno scontro con Ultron.
- Second-Story Sammy: dopo aver scoperto l'identità segreta del primo Giant-Man, Second-Story Sammy decide di rubarne il costume per diventare un criminale, rivoltandosi contro Wasp. Dopo essere stato sconfitto da Hank Pym, però, Sammy dimentica tutto l'accaduto per merito del genio dell'originale Giant-Man, che lo riporta alla sua vita normale.
- Bill Foster: assistente da laboratorio di Henry Pym ed ex impiegato delle industrie Stark, Bill Foster utilizza l'attrezzatura di Pym per diventare il nuovo Giant-Man. Successivamente prende poi l'identità segreta del Golia Nero (Black Goliath), partecipando alla Guerra civile tra superumani e schierandosi dalla parte di Capitan America. Bill muore durante il conflitto per mano del clone di Thor. Suo nipote, Thomas Foster, prende poi le orme dello zio per diventare il nuovo Golia Nero.
- Raz Malhotra: è uno scienziato che, dopo essere stato vittima delle manipolazioni del criminale Testa d'Uovo, viene soccorso dal Giant-Man originale e dal secondo Ant-Man. Quando Pym muore in uno scontro con Ultron, Scott Lang regala il costume da Giant-Man a Raz Malhotra, ammettendolo alle sue Ant-Man Security Solutions.

## Poteri e abilità
I vari Ant-Man possiedono capacità simili, dipendendo esse dalla tecnologia di cui sono attrezzati, che è sostanzialmente la stessa, diventare molto piccolo o gigantesco a volontà. Dispongono anche di un "pungiglione", un raggio di energia di bassa intensità sufficiente a stordire un uomo, oltre ad avere la capacità di controllare le formiche attraverso il loro casco cibernetico, il quale viene utilizzato anche per sparare raggi bioelettrici dalle antenne. Il terzo Ant-Man è anche dotato di zaini jet e di tre bracci meccanici. La tuta è composta di molecole instabili, affinché si rimpicciolisca o si ingrandisca assieme al suo possessore. Le particelle Pym, possono inoltre, aumentare o diminuire la massa e la forza corporea, proprio come Visione. Inoltre, possono anche utilizzarsi per ridurre determinate parti del corpo, interne ed esterne.

### Equipaggiamento
L'equipaggiamento base di Ant-Man è stato creato dal dottor Henry Pym ed è composto da due sieri attaccati alla cintura del costume, poi sostituiti da delle pillole rimpicciolenti ed ingrandenti, e da un casco cibernetico capace, non solo di comunicare con le formiche, ma anche di modificare la statura. Il costume è invece costituito da molecole instabili ed è rinforzato per difendere il suo possessore dai morsi degli insetti. Le particelle Pym possono anche ingrandire il corpo del loro usufruitore: Hank Pym come Golia riusciva a raggiungere i 75 metri. Il primo Ant-Man, come Calabrone, è anche dotato di raggi bioelettrici e della capacità di volare. Il casco cibernetico può inoltre controllare qualunque insetto (o aracnide) e non solo le formiche.
L'elmetto è stato poi modificato da Scott Lang per poter lanciare raggi bioelettrici dalle antenne. Eric O'Grady invece possedeva delle zampe cibernetiche e uno zaino Jet che gli consentivano di volare. Henry Pym è inoltre dotato delle "tasche Pym", che contengono diversi arnesi o oggetti rimpiccioliti, come ad esempio Roover, un mezzo di trasporto/intelligenza artificiale. Scott Lang ha poi scoperto, recentemente, che le particelle Pym, non solo sono la fonte di potere di Visione e Wonder Man, ma che possono anche accrescere o diminuire la forza di un singolo essere. Con questa scoperta, Lang è riuscito a battere il Dottor Destino.

## Avversari
- Testa d'Uovo: scienziato criminale arcinemico del primo Ant-Man. Non ha nessun potere, oltre ad un alto quoziente intellettivo che, nel corso degli anni, gli ha consentito di costruire una copia dell'elmo cibernetico di Henry Pym.
- Ultron: intelligenza artificiale creata da Golia (Hank Pym) che ha l'intento di distruggere la razza umana ed in particolare i Vendicatori.
- Calabrone: identità supereroica assunta da Hank Pym. Il Calabrone viene considerato una nemesi di Ant-Man, essendo una personalità che Pym ha da sempre cercato di nascondere. Tra gli altri personaggi ad aver adottato tale nome di battaglia si annoverano anche Rita De Mara e, ancor più di recente, l'industriale Darren Cross.
- Loki: primo nemico dei Vendicatori e del dottor Pym. Considerato il dio dell'inganno, Loki ha manipolato diverse volte il primo Ant-Man e trasformato un comune mortale, Caine, come suo erede, poi però sconfitto da Pym.
- Equinox: nemesi del Calabrone e di Wasp che ha i poteri di controllare il ghiaccio e il fuoco.
- La Voce: avversario dei primi due Ant-Man. Dopo essere entrato a contatto con delle radiazioni, la Voce ha avuto il potere di controllare le persone con il proprio timbro vocale.
- Le Bestie di Berlino: scimmie evolute nemiche di Giant-Man.
- Madame X: prima vera nemesi affrontata dall'originale Ant-Man, inizialmente conosciuta come Comandante X.
- Scarlet Beetle: scarafaggio irradiato nemico di Hank Pym e Scott Lang.
- Cavaliere Nero: criminale avversario di Giant-Man e Wasp, poi unitosi ai Signori del Male del Barone Zemo.
- La creatura del Cosmo: nemico di Ant-Man e Wasp, nonché primo avversario di Janet e assassino di Vernon van Dyne.
- Trago l'uomo dalla tromba magica: nemesi di Ant-Man e Wasp capace di trasformare la sua tromba in un'arma.
- Colosso: nemico di Giant-Man e Wasp.
- Ciclope: nemico di Giant-Man e Wasp.
- Attuma: nemesi di Giant-Man e Wasp e dei potenti Vendicatori.
- Porcospino: scienziato nemico di Giant-Man.
- Turbine: criminale e nemesi di Giant-Man ossessionato da Janet van Dyne. Attualmente è un membro delle Ant-Man Security Solutions di Scott Lang.
- Laser Vivente: nemico di Hank Pym e dei Vendicatori, ossessionato da Wasp.
- Collezionista: alieno avversario di Giant-Man, Wasp e dei Vendicatori.
- Il Sabotatore: nemico del primo Ant-Man, morto recentemente in uno scontro con l'Agente Venom.
- Il Sabotatore II: nemesi e alleato di Scott Lang.
- Il Mago: criminale nemico di Giant-Man e Wasp.
- Il Mago II: nemesi e futuro alleato criminale di Scott Lang.
- Signori del Male: gruppo di criminali guidato inizialmente dal Barone Zemo e poi da Ultron e Testa d'Uovo.
- Madame Macabre: nemica di Giant-Man e Wasp dotata apparentemente dei loro stessi poteri rimpicciolenti.
- Frank Smith, Wrecker: criminale che ha fronteggiato Giant-Man e Wasp.
- Second-Story Sammy: ladro che ha utilizzato l'identità di Giant-Man per lottare contro Pym e van Dyne. Dopo la sua sconfitta, l'originale Giant-Man gli ha cancellato i ricordi per farlo ritornare alla sua vita normale.
- Kang il Conquistatore: nemesi di Hank Pym, Janet van Dyne e dei Vendicatori.
- Immortus: versione alternativa di Kang il Conquistatore che ha manipolato il cervello di Pym, facendolo soffrire di attacchi di panico.
- Darren Cross: miliardario nemico del secondo Ant-Man, cugino di William Cross, alias Crossfire, e proprietario della Cross Technological Enterprises.
- Augustine Cross: figlio di Darren Cross e co-proprietario della Cross Technological Enterprises.
- Crossfire: zio di Augustine, cugino di Darren Cross, alias il Calabrone, e membro dello staff delle Cross Technological Enterprises.
- Taskmaster: arcinemico del secondo Ant-Man che ha affrontato diverse volte anche i Vendicatori, il Calabrone e Wasp.
- Uomo Assorbente e Titania: duo di supercriminali che hanno lottato una volta con il secondo Ant-Man e in diverse occasioni con Giant-Man e la sua accademia dei Vendicatori.
- Fante di cuori: un Vendicatore entrato in conflitto con il secondo Ant-Man.
- Mitchell Carson: nemesi di Eric O'Grady, ritenuto il quarto Ant-Man.
- Uomo Radioattivo: nemesi dei Vendicatori di Golia (Hank Pym) e membro dei Signori del Male.
- Lord Gouzar: tiranno del Microverso, nonché avversario di Wasp.
- Dimitrios: virus tecnologico nemico del dottor Henry Pym e dei Robot Avengers.
- Power Broker: nemico di Scott Lang e creatore della Hench App.
- Il nuovo Scarabeo: nemesi e interesse sentimentale di Scott Lang.
- Grizzly: nemesi di Eric O'Grady e alleato di Scott Lang.
- Signore del Tempo: nemico del primo Ant-Man capace di invechiare le persone con una sua invenzione, poi redento.
- Slug: nemico di Giant-Man, Tigra e Scott Lang.
- Dottor Destino: storica nemesi di Scott Lang e di Hank Pym.
- Sinistro Mietitore: nemico di Hank Pym e dei suoi Vendicatori.
- Criti Noll: skrull nemico di Hank Pym e Janet van Dyne, poi deceduto durante l'invasione segreta.
- Rita de Mara, Calabrone: nemesi del vero Calabrone e di Wasp. Membro dei Signori del Male.
- Erik Josten, Golia: nemico di Hank Pym e Scott Lang. Membro dei Signori del Male.

## Comprimari
- Wasp: interesse sentimentale del primo Ant-Man. Dopo aver fondato gli Vendicatori assieme a Henry Pym, Janet van Dyne ha dimostrato di possedere grandi doti strategiche, guidando il gruppo in più di un'occasione. Dopo diverso tempo dal suo matrimonio con Ant-Man, i due divorziano a causa della schizofrenia del secondo;
- Visione: creazione artificiale di Ultron, grande nemico di Henry Pym, Visione è uno dei Vendicatori più significativi, avendo creato anche la filiale dei Vendicatori della Costa Ovest;
- I Vendicatori: gruppo di supereroi fondato da Ant-Man e Wasp (al fianco di Iron Man, Thor e Hulk) per sconfiggere quei criminali che nessun supereroe, da solo, sarebbe mai riuscito a sconfiggere;
- Bill Foster: assistente di laboratorio di Henry Pym, noto anche con l'identità di Giant-Man e di Golia Nero, entrambi nomi di battaglia precedentemente utilizzati dal primo Ant-Man;
- Occhio di Falco: uno dei migliori amici di Henry Pym e di Scott Lang. È considerato la testa calda del gruppo di Vendicatori, essendo stato in continuo contrasto con il dottor Pym;
- I Fantastici Quattro: quartetto di avventurieri di cui vi ha fatto parte anche il secondo Ant-Man per un lungo periodo, quando Mr. Fantastic era creduto morto dalla Donna Invisibile;
- Fondazione Futuro: scuola di addestramento per giovani dotati di un elevato quoziente intellettivo fondata da Mr. Fantastic. Scott Lang è stato uno dei suoi insegnanti di punta per un breve periodo:
- Ant-Man Security Solutions: azienda fondata da Scott Lang dedita a prestare servizi a chi ne ha bisogno. È composta da diversi supercriminali redenti quali il nuovo Scarabeo, Grizzly, Machinesmith, il nuovo Giant-Man e Whirlwind;
- Damage Control: squadra di persone che puliscono il disordine causato dalle battaglie tra supereroi e supercriminali. Tra i suoi membri principali, per un breve periodo, vi è stato anche il terzo Ant-Man;
- La nuova Wasp: è la figlia del dottor Henry Pym e della sua prima moglie, Maria Trovaya. Nadia Pym è stata anche un membro dei Vendicatori di Iron Man;
- Tigra: interesse sentimentale di Giant-Man per un lungo periodo. Insieme hanno addestrato giovani supereroi a diventare dei Vendicatori fondando l'accademia Avengers:
- Jocasta: intelligenza artificiale creata da Henry Pym (sotto l'influenza di Ultron dotata degli stessi tracciati cerebrali di Janet van Dyne. Jocasta è stata costruita per essere la moglie di Ultron;
- Peter Parker: assistente di laboratorio del dottor Henry Pym per un breve periodo. I due, con le rispettive identità supereroiche hanno collaborato in diverse occasioni;
- Lee Kearns: membro dell'F.B.I. che ha assistito alcune volte il primo Ant-Man nelle sue missioni;
- Edwin Jarvis: maggiordomo della base dei Vendicatori al servizio di Tony Stark e della sua guardia del corpo, Iron Man;
- S.H.I.E.L.D.: agenzia spionistica di cui vi ha fatto parte Eric O'Grady. Anche Henry Pym ha collaborato diverse volte con lo S.H.I.E.L.D.

## Autori
- Stan Lee: scrittore e creatore di Henry Pym), di Ant-Man, Giant-Man e Golia e delle storie del personaggio sul serial Tales to Astonish.
- Jack Kirby: disegnatore e creatore grafico di Henry Pym come Ant-Man e Giant-Man. Fumettista delle storie del personaggio presentate su Tales to Astonish.
- Roy Thomas: scrittore e creatore del Calabrone, Visione e di Ultron, personaggi ricorrenti delle avventure del primo Ant-Man, Henry Pym.
- John Buscema: disegnatore di Golia e creatore grafico del Calabrone, Visione e di Ultron, apparsi su The Avengers.
- Mike Friedrich: scrittore del serial Astonishing Ant-Man pubblicato su Marvel Feature accompagnato dal collega Roy Thomas.
- Herb Trimpe: disegnatore del serial Astonishing Ant-Man pubblicato su Marvel Feature dal numero 4 al 10.
- David Michelinie: scrittore e creatore del secondo Ant-Man, Scott Lang, di Darren Cross e di Taskmaster. Questi ultimi due sono i nemici giurati del secondo Ant-Man.
- John Byrne: disegnatore e creatore grafico del secondo Ant-Man, Scott Lang. Scrittore del dottor Pym nei Vendicatori della Costa Ovest.
- Bob Layton: disegnatore e creatore grafico del secondo Ant-Man, Scott Lang e del serial del personaggio pubblicato su Marvel Comics Presents.
- Jim Shooter: scrittore della corte marziale del Calabrone.
- Roger Stern: scrittore del processo di Henry Pym, ritenuta la storia migliore dedicata al personaggio.
- Al Milgrom: disegnatore del dottor Henry Pym e del processo di Henry Pym.
- Robert Kirkman: scrittore e creatore del terzo Ant-Man, Eric O'Grady e del ciclo "the Irredeemable Ant-Man".
- Phil Hester: disegnatore e creatore grafico del terzo Ant-Man, Eric O'Grady e dei dodici numeri de "L'Incorreggibile Ant-Man".
- Tim Seeley: scrittore e disegnatore della miniserie Ant-Man & the Wasp con protagonisti Henry Pym ed Eric O'Grady.
- Tom De Falco: scrittore delle origini rivisitate di Henry Pym e delle avventure di Scott Lang nei Fantastici Quattro.
- Julian Totino Tedesco: copertinista delle storie di Henry Pym e Scott Lang.
- Mark Brooks: copertinista delle storie di Scott Lang presentate su the Astonishing Ant-Man.
- Stephanie Hans: disegnatrice delle origini rivisitate di Henry Pym e di Wasp.
- Brian Bendis: scrittore di Age of Ultron.
- Brian Hitch: disegnatore di Age of Ultron.
- Mark Waid: scrittore di Age of Ultron n. 10.A.I. che mostra le origini del personaggio e creatore di Nadia Pym.
- Chris Samnee: disegnatore di Henry Pym e creatore grafico del costume del secondo Ant-Man, Scott Lang.
- Sam Humphries: scrittore del serial Avengers A.I. con Henry Pym come protagonista.
- Andre Lima Araujo: disegnatore di Age of Ultron n. 10.A.I. e di Avengers A.I..
- Matt Fraction: scrittore di FF serie con protagonista Scott Lang.
- Mike Allred: disegnatore regolare di FF serie con protagonista Scott Lang.
- Will Corona Pilgrim: scrittore di Marvel's Ant-Man Prelude e di Ant-Man - Larger Than Life.
- James Robinson: scrittore di Age of Ultron vs Marvel Zombies con protagonista Henry Pym.
- Rick Remender: scrittore di Rage of Ultron, graphic novel con protagonista Giant-Man.
- Nick Spencer: scrittore di Ant-Man, Ant-Man: Last Days e Astonishing Ant-Man.
- Ramon Rosanas: disegnatore di Ant-Man, Ant-Man: Last Days e Astonishing Ant-Man.
- Brent Shoonover: disegnatore di Ant-Man e Astonishing Ant-Man.
- Anna Paola Martello: disegnatrice di Astonishing Ant-Man.
- Jonathan Hickman: scrittore del Calabrone negli Illuminati.
- Gerry Duggan: scrittore di The Man who fell to Earth con protagonisti Henry Pym e Ultron.
- Ryan Stegman: disegnatore di Henry Pym come Ultron.
- Pepe Larràz: disegnatore di The Man who fell to Earth con protagonisti Henry Pym e Ultron.

## Altri media
Hank Pym viene poi preso in considerazione per la realizzazione di un cartone animato verso gli inizi degli anni 70, intitolato Ant-Man and the Wasp. Dopo la diffusione di un artwork, però, il progetto viene accantonato. Nonostante i vari fallimenti di proporre Ant-Man ai lettori, Stan Lee crede ancora nel potenziale del personaggio e propone alla Marvel Comics di realizzare una pellicola, ma vista l'uscita del film Tesoro, mi si sono ristretti i ragazzi, i progetti vanno a monte. Nel 1999, la Saban Entertainment produce poi un cartone animato intitolato I Vendicatori, che vede come protagonisti Ant-Man (Henry Pym) e Wasp, terminato dopo tredici episodi a causa dello scarso successo della serie.
Nel 2006, il regista Edgar Wright propone ai Marvel Studios di realizzare una pellicola stand-alone sul personaggio. L'idea viene approvata e il film viene considerato come parte integrante del Marvel Cinematic Universe. I continui impegni del regista però, ritardano l'uscita di Ant-Man, che inizialmente avrebbe dovuto essere il primo film dell'universo cinematografico basato sui supereroi Marvel.
Il primo uomo formica diventa inoltre uno dei protagonisti del cartone animato Avengers - I più potenti eroi della Terra e delle graphic novel Ant-Man: Season One e Avengers Origins: Ant-Man & the Wasp. Nel 2014 Edgar Wright, il regista del film di Ant-Man, abbandona il progetto e i Marvel Studios ingaggiano Peyton Reed al suo posto. Vengono anche ingaggiati Paul Rudd come Scott Lang e Michael Douglas come Hank Pym. La pellicola esce nel 2015, diventando il dodicesimo lungometraggio del Marvel Cinematic Universe.
Nel 2016 viene ufficializzato il sequel del film dedicato al personaggio, intitolato Ant-Man & the Wasp, con protagonisti Paul Rudd e Evangeline Lilly e sempre nello stesso anno viene annunciata la produzione di una serie animata basata sul personaggio, realizzata da Ugo Bienvenu e Kevin Manach.

### Marvel Cinematic Universe
- La versione di Hank Pym è stata menzionata nel film Thor del 2011 da Erik Selvig. Successivamente un altro riferimento sul primo Ant-Man è accaduto nella pellicola del 2012 intitolata The Avengers, ma la scena è stata poi tagliata nel montaggio finale. Pym sarebbe inoltre dovuto uscire nella saga dei Vendicatori, ma ciò non è stato possibile a causa del regista Edgar Wright, intenzionato a usare il personaggio nel suo film su Ant-Man, che sarebbe dovuto uscire nel 2006.
- Nel 2015 viene distribuito nelle sale cinematografiche il film Ant-Man, con protagonisti Hank Pym e Scott Lang, interpretati rispettivamente da Michael Douglas e Paul Rudd. Diretta da Peyton Reed, la pellicola vede un Pym invecchiato fare da mentore all'Ant-Man definitivo, Scott Lang. Lang è un ex-carcerato appena uscito da San Quentin a San Francisco. Padre di Cassie ed ex-marito di Maggie Lang, tenta di ricostruirsi una vita aiutato del suo ex-compagno di cella Luise che però lo trascina nell'esimo colpo, il quale si rivelerà un subdolo piano di Hank Pym. Convinto ad aiutare lo scienziato a fermare Darren Cross (rivisitato per l'occasione come il Calabrone e interpretato da Corey Stoll) Scott impara ad usare i poteri della tuta di Ant-Man per impedire la produzione e la vendita di una tecnologia che potrebbe alimentare una nuova guerra.
- Nel 2016, Scott Lang viene nuovamente interpretato da Paul Rudd nel film Captain America: Civil War. Nella stessa pellicola viene menzionato anche Hank Pym. Scott viene rintracciato da Clint Barton e Wanda Maximoff per aiutare Steve Rogers a fermare Zemo. In Germania, Ant-Man si schiera dalla parte di Captain America nella guerra civile i Vendicatori. In seguito, viene incarcerato al Raft insieme ai compagni di fazione.
- Il personaggio viene solo menzionato in Avengers: Infinity War, dove viene specificato che Lang è finito agli arresti domiciliari.
- Nel 2018 è uscito sul grande schermo il sequel di Ant-Man, intitolato Ant-Man and the Wasp, e vede il ritorno di Michael Douglas come Hank Pym, oltre ai protagonisti Paul Rudd (Scott Lang) ed Evangeline Lilly (Hope Van Dyne). Dopo aver patteggiato il suo rilascio negli Stati Uniti, Scott è obbligato agli arresti domiciliari e alla libertà vigilata da parte dell'FBI. Contattato da Hope, cerca contemporaneamente di scontare la pena a aiutare il mentore a recuperare sua moglie e madre di Hope, Janet van Dyne, senza essere scoperto dalle autorità.
- Sia Scott che Hank appaiono in Avengers: Endgame. Il primo in particolare si dimostra fondamentale per l'ideazione e la riuscita del 'Furto nel Tempo', che consente ai Vendicatori di riportare in vita tutti i morti della Decimazione compiuta da Thanos in Infinity War. Ciò permette anche la resurrezione di Hank Pym, Janet Van Dyne e Hope Van Dyne, tutti e tre morti nella scena dopo i titoli di coda di Ant-Man and the Wasp.
- Nell'intro di Captain Marvel che commemora Stan Lee, appare ben visibile il nome di Hank Pym. In Spider-Man: Far from Home, invece, un'immagine di Scott Lang come Ant-Man appare nel telegiornale della scuola di Peter Parker.
- Scott Lang compare anche nella prima serie animata dell'MCU What If...?.
- Un terzo film di Ant-Man, intitolato Ant-Man and the Wasp: Quantumania, per la Fase Quattro del Marvel Cinematic Universe è attualmente in fase di sviluppo, con Peyton Reed alla regia e Paul Rudd e Michael Douglas nei rispettivi ruoli di Lang e Pym. Le riprese partiranno a gennaio del 2021.
- Scott Lang comparirà anche nel Trentottesimo film del Marvel Cinematic Universe Avengers: Doomsday (2026)

### Animazione
- Giant-Man e Golia (Henry Pym) appaiono come co-protagonisti del cartone animato The Marvel Super Heroes;
- Giant-Man (Hank Pym) è apparso anche nei film animati Ultimate Avengers, Ultimate Avengers 2 e Next Avengers - Gli eroi di domani;
- Ant-Man (Hank Pym) compare come ospite nei cartoni animati I Fantastici 4 - I più grandi eroi del mondo e Super Hero Squad Show;
- Golia (Henry Pym) compare in un cameo non doppiato nel cartone animato gli Insuperabili X-Men, al fianco dei compagni Vendicatori;
- Negli anni settanta viene ufficializzata la produzione di un cartone animato intitolato Ant-Man, con protagonista anche Wasp. Dopo la pubblicazione di un artwork, il programma viene cancellato;
- Ant-Man (Hank Pym) è, assieme a Janet van Dyne, il protagonista del cartone animato I Vendicatori, dove appare anche Ultron nel ruolo del suo nemico principale;
- Ant-Man (Hank Pym) è uno dei personaggi centrali del cartone animato Avengers - I più potenti eroi della Terra, dove indossa anche il costume di Giant-Man, di Golia e del Calabrone. Nel programma vi sono presenti anche Scott Lang (come Ant-Man) e Eric O'Grady (in un cameo come agente dello S.H.I.E.L.D.);
- Ant-Man (Scott Lang) è il protagonista di un episodio di Ultimate Spider-Man: Web Warriors, e uno dei protagonisti di Avengers Assemble;
- Hank Pym viene menzionato dall'Uomo Impossibile in un episodio del cartone animato Hulk e gli agenti S.M.A.S.H.;
- Giant-Man (Hank Pym) compare nell'anime Disk Wars: Avengers;
- Nel 2017 debutta su Disney XD una miniserie animata incentrata su Ant-Man (Scott Lang), Hank Pym e Wasp.